# Кокандское восстание
Кокандское восстание (кирг. Кокон көтөрүлүшү, узб. Qoʻqon qoʻzgʻoloni), также восстание Пулат-хана (кирг. Полотхандын көтөрүлүшү, узб. Poʻlatxon qoʻzgʻoloni) — восстание, происходившее в 1873—1876 годах на территории Кокандского ханства и направленное против кокандского хана Худояра, а позднее — против Российской империи. Руководителем восстания был Пулат-хан. Восстание было подавлено при участии российских войск, в ходе восстания новым ханом стал Насриддин, а вскоре после него независимость Кокандского ханства была ликвидирована присоединением к Российской империи.

## История
Восстание было самым значительным из антикокандских восстаний. Причиной восстания было повышение налогов кокандским правителем Худояр-ханом. После расправы Худояр-хана с 40 киргизскими старейшинами, которые прибыли к нему для ведения переговоров, началось восстание кочевников-киргизов. Позднее к ним присоединились узбеки и кипчаки, а также примкнула часть местного духовенства и феодалов.
Руководителем восстания был Исхак Мулла Хасан-оглы, действовавший под именем Пулат-бека. Против восставших ханом был направлен отряд во главе с Абдурахманом-автобачи, которому не удалось подавить восстания, в результате чего в 1874—1875 годах происходили столкновения между восставшими и войсками Худояр-хана.
Поворотным моментом стал заговор военачальников Худояр-хана против него, к которому присоединились его сын Насриддин, бек Андижанского вилайета, и его брат Мурад, бек Маргеланского вилайета, и участники этого заговора объединили силы с Пулат-беком. В результате Худояр-хан бежал в Ташкент под защиту генерал-губернатора Туркестана и российских войск.
22 сентября 1875 года Насриддин в тайне от других участников восстания заключил договор с генерал-губернатором Туркестана К. П. Кауфманом, в результате чего стал новым ханом и признал себя российским вассалом. После этого Пулат-бек провозгласил себя ханом и продолжил восстание, которое одержало несколько успехов.
Российская армия начала Кокандский поход против восставших. В январе — феврале 1876 года российские войска под командованием генерала М. Д. Скобелева разгромили силы восставших около городов Андижан и Асака, а позднее взяли крепость Учкурган, в которой укрепился Пулат-хан. Вскоре он был пойман, а 1 (13) марта 1876 года повешен.
19 февраля (3 марта) 1876 года Кокандское ханство было присоединено к Российской империи, его территории вошли в состав Ферганской области.